# Emma Stenström
Emma Elisabeth Stenström, född 1964, är forskare och lärare vid Handelshögskolan i Stockholm, krönikör i Dagens Industri och frilansande skribent och föreläsare.

## Utbildning
Emma Stenström disputerade år 2000 vid Handelshögskolan i Stockholm med avhandlingen Konstiga företag. Hon är utbildad civilekonom, har studerat litteraturvetenskap vid Stockholms universitet och konstledning (gestion des arts) vid HEC i Montréal.    

## Karriär
Emma Stenström är docent (Associate Professor) vid Handelshögskolan i Stockholm, hon har tidigare varit gästprofessor vid Konstfack och lärare vid Stockholm School of Entrepreneurship. Hon är chef för Center for Arts, Business & Culture vid Handelshögskolan i Stockholm.
Vid sidan av det akademiska är hon sedan år 2000 regelbunden krönikör i Dagens industri. Tidigare har hon också varit programledare för Sveriges Televisions konstprogram Arty.
Emma Stenström har suttit i ett flertal styrelser, bland annat Statens Kulturråd, Stiftelsen Dansens hus, Svensk-Danska Kulturfonden och arkitektfirman Wester & Elsner. Hon sitter idag i styrelsen för Folkoperan samt Gertrude och Ivar Philipsons stiftelse. 

## Familj
Emma Stenström är dotter till litteraturvetaren Thure Stenström, professor vid Uppsala universitet.

## Utmärkelser
- Handelshögskolans i Stockholm studentkårs årliga pris Teacher of the Year 2005 & 2015.
- Corporate Partners Pedagogical Award 2021.